# Kyoto-aftalen
Kyoto-aftalen er en international aftale, hvis formål er at beskytte jordens klima. De lande, der tiltræder traktaten forpligter sig dermed til at begrænse og senere reducere udledningen af kuldioxid og fem andre drivhusgasser. Traktaten er en videreførelse af FN konventionen "United Nations Framework Convention on Climate Change (UNFCCC)".

## Om aftalen
Kyoto-aftalen blev indgået den 11. december 1997 i Kyoto, Japan. Aftalen indebærer, at de globale udslip af drivhusgasser skal reduceres med 5,2 % i forhold til 1990-niveau frem til perioden 2008–2012. Protokollen indebærer bl.a., at EU skal reducere sine udslip med 8 %, USA med 7 %, og Japan med 6 %, 0% for Rusland, Kina og Indien. Traktaten tillader stigninger på 8% for Australien og 10% for Island
Kyoto-aftalen trådte i kraft, da Rusland ratificerede aftalen. I november/december 2005 afholdtes den første konference mellem Kyoto-aftalens parter (COPMOP1) i Montreal i Canada. Samtidig fortsatte forhandlinger med de lande, der har valgt at gå udenfor Kyoto-aftalen. USA er det land, der udleder flest drivhusgasser, og netop USA har afvist at deltage i Kyoto-samarbejdet. Indien er heller ikke med i samarbejdet. Kina er på grund af sin status som udviklingsland ikke bundet til at reducere sin udledning af drivhusgas på trods af, at landet mængdemæssigt har den største udledning i verden.
I 2008, har 183 lande ratificeret protokollen.
Kyoto-protokollen er en protokol til FN's rammekonvention om klimaændringer (UNFCCC eller FCCC), en international miljø-traktat produceret på De Forenede Nationers Konference om Miljø og Udvikling (UNCED), uformelt kaldet Earth Summit, der blev afholdt i Rio de Janeiro, Brasilien, 3-14 juni 1992. Traktaten har til formål at opnå "en stabilisering af koncentrationerne af drivhusgasser i atmosfæren på et niveau, som kan forhindre farlig menneskeskabt påvirkning af klimasystemet."  Kyoto-protokollen fastlægger juridisk bindende forpligtelser til reduktion af seks drivhusgasser (kuldioxid , Metan, lattergas, svovl hexafluorid, hydrofluorcarboner, og perfluorcarboner) produceret af UNFCCC-tilsluttede nationer, såvel som generelle forpligtelser for alle medlemslande.

## Kvoter
Kyoto-protokollen omfatter defineret "fleksible mekanismer" som emissionshandel, Clean Development Mechanism og Joint Implementation, der tillader UNFCCC-lande til at opfylde deres forpligtelser ved at købe emissionsreduktioner fra andre steder, gennem finansielle udvekslinger, f.eks. projekter, som mindsker emissioner i ikke-UNFCCC-lande, fra andre UNFCCC-lande eller fra UNFCCC-lande med overskydende kvoter. I praksis betyder dette, at ikke-UNFCCC-økonomier ingen restriktioner har, men har økonomiske incitamenter til at udvikle reduktioner af drivhusgasemissioner ved at at modtage "Carbon Credits", som dernæst kan sælges til UNFCCC-købere, og derved fremme bæredygtig udvikling.  Dertil kommer, at de fleksible mekanismer tillader UNFCCC-lande lande med effektive, lave DHG-emitterende industrier, og høje gældende miljøstandarder at købe kulstoftilgodehavender på verdensmarkedet i stedet for at reducere udledningen af drivhusgasser på hjemmemarkedet. UNFCCC-lande vil typisk ønske at erhverve Carbon Credits så billigt som muligt, mens ikke-UNFCCC-lande ønsker at maksimere værdien af kulstoftilgodehavender genereret fra deres hjemlige Greenhouse Gas Projects.

## Kritik af aftalen

### I- og ulande
Der er blevet kritiseret at lande som Indien, Brasilien og Kina (med Kina som største udleder af CO2 i 2010) slet ikke er forpligtet af protokollen. Dette skyldes at de tilbage ved vedtagelsen i 1997 ikke blev anset for ilande men derimod uland. Det er her diskuteret om dette er et tidssvarende syn i dag, men landende har ikke vist nogen interesse i at lade sig forpligte. Et andet eksempel på kritik er udsagnet om, at de enkelte lande prøver at undgå regelsættet, ved at fjerne deres CO2 udslip ved at flytte det til fattige lande, eller køber kvoter af de fattige lande så der reelt set ikke sker en udvikling der vil påvirke verdensklima i en positiv retning.

### Luft- og skibsfart
En kritik er at luft- og skibsfart ikke er inkluderet i protokollen. Dette betyder at fx udledningen fra Maersks og KLMs aktiviteter ikke bliver talt med i noget lands regnskab da der ikke blev opnået enighed om hvordan udledningen skulle indregnes da protokollen blev underskrevet. Usikkerheden stammer bl.a. fra virksomhedernes grænseoverskridende aktiviteter. En implementering ville ramme vidt forskelligt om man tilskrev udledningen til ejerskabsland, flagland eller hvilke havne der blev transporteret imellem. Et givent skib kan fx være ejet af et dansk rederi, men sejle under liberisk flag mellem USA og Kina. Pr 2016 udgjorde udledningen fra luft- og skibsfart omkring 3% af den samlede CO2 udledning.

### Skovdrift og landområder
Under forhandlingerne blev det diskuteret hvordan skovdrift og anden anvendelse af landområder skulle indregnes. Canada og Rusland har fx enorme skovområder der binder CO2. Der er dog stor usikkerhed om hvor meget CO2 der bindes.